# Panaxia fedtschenkoi
Panaxia fedtschenkoi är en fjärilsart som beskrevs av Grum-grshimailo 1902. Panaxia fedtschenkoi ingår i släktet Panaxia och familjen björnspinnare. Inga underarter finns listade i Catalogue of Life.